# 上村真路
上村 真路（かみむら まさみち、1989年11月2日 - ）は、日本の俳優、歌手。
エンターテイメント集団『HIROZ』の元メンバーであり、現在はアイドルユニット『JEWELRY』のリーダーとして活動中。担当カラーは赤。
千葉県市川市出身。血液型A型。身長171cm。体重61kg。

## 来歴
2011年2月、DVDドラマ『ほんとうにあった怖い話　第十八夜』で俳優デビューを果たし、準主演に抜擢された。
2011年11月、都内のクラブイベントでスカウトをされ出場した、第9回 Magneticイケメンコンテストでグランプリを受賞し、男性アイドルユニット『S.F.Y』のメンバーに加入する。（現在は活動休止中）
2012年3月、『社会のTSUGO~』でCDデビュー。
2013年9月、全国オーデションを勝ち抜き、エンターテイメント集団『HIROZ』のメンバーに加入する。
2015年1月、『HIROZ』からの卒業を発表し、同年2月8日の公演をもって『HIROZ』を卒業。
2016年11月-2018年5月、ダンス＆ボーカルグループ『B.STAT!ONS』に加入し、殺陣、アクロバットなどを駆使した派生ユニット『MAD BULLS』としても活動。
2018年6月、アイドルユニット『JEWELRY』として活動中。新宿にある自社所有ライブステージ『JEWELRY　CASE』にて毎日（土曜日を除く）ライブを開催。

## 人物
趣味は帽子集め、室内装飾、掃除、料理。
特技はアクロバット、キックボクシング、DIY、殺陣。
ファッションに帽子を取り入れる事を好む。自分でリメイクして被る事も多々あり、100個以上所持している程の帽子好き。特にハットが多い。
大の動物好きで犬2匹、猫4匹を飼っている。過去にニワトリを飼っていた事もある。
愛用の香水はBVLGARIの「BLV POUR HOMME」。
座右の銘は「志高く」。

## 出演

### TV
- イブニング5「なぜ!?元夜逃げ社長がリングで殴り合い」（2007年7月、TBS)
- あなたの知るかもしれない世界 「あなたが芸能人と交際したら」（2012年5月、フジテレビ)
- GTO 第3話（2012年7月、フジテレビ）
- RSKイブニング5時  「ヒローズが行く 必殺さぬきの一品」（2013年10月23日-2015年2月、山陽放送）
- さまぁ〜ずの神ギ問 （2016年3月23日、フジテレビ）

### DVD
- ほんとうにあった怖い話　第十八夜 （2011年2月)

### 映画
- 夜明け前の女たち （2011年2月)
- B-ON 「死闘篇」「決闘篇」（2012年7月)

### 舞台
- Girls Rocketeer （2013年1月23日 - 27日、中野ザ・ポケット)
- HIROZ Festival vol.1「石川五右衛門」（2014年7月5日 - 6日、大阪ナレッジシアター)
- ラブ☆ガチャ BOX  「開けられなかった手紙」、「恋する守り犬」（2016年6月25日-29日、千本桜ホール）
- 【LAST MESSAGE】（2016年9月7日-9日、座・高円寺2）
- 新宿銀次　十六夜最終章　（2017年7月20日・8月23日、せんがわ劇場）　主演　銀次役

### CD
- 社会のTSUGO~（2012年3月、恋ユーロ・ベスト）
- evoluzione（2014年3月、HIROZ ミニアルバム）
- My Self 　（2017年12月5日、B.STAT!ONSフルアルバム）

### ラジオ
- Love Meeting 〜男女の本音〜（2012年5月14日 - 10月24日、WALLOP放送局）
- HIROZの「大切な人と一緒に・・・」 （2013年11月29日-2015年2月、FM香川)

### インターネット
- 月刊オーディション (2010年5月)
- ニコニコ動画「メンズナックルちゃんねる」 (2011年2月)
- 428DROPP「春のトレンド大予想」　(2012年2月)
- 428DROPP　ヘアカタログ (2012年5月)
- ホットペッパーBeauty　ヘアカタログ (2012年9月)

### MV
- サンプラザ中野くんfeat.DJよっしー「爆宴虹花火 〜日本から世界へなう〜」（2011年12月）

### CM
- docomo「blackberry」（2011年6月）
- GEORGIA「エメマンバトル」（2011年9月）

### 雑誌
- 月刊オーディション 2010年2月号(白夜書房)
- MEN'S KNUCKLE 2011年5月号(ミリオン出版)
- MEN'S KNUCKLE 2011年7月号(ミリオン出版)
- MEN'S KNUCKLE 2011年10月号(ミリオン出版)
- MEN'S KNUCKLE 2011年11月号(ミリオン出版)
- MEN'S KNUCKLE 2011年12月号(ミリオン出版)
- MEN'S KNUCKLE 2012年2月号(ミリオン出版)
- MEN'S KNUCKLE 2012年3月号(ミリオン出版)
- MEN'S KNUCKLE 2012年5月号(ミリオン出版)
- MEN'S KNUCKLE 2012年6月号(ミリオン出版)
- 男部屋＋オトコインテリア vol.2(2012年6月、ミリオン出版)
- smartインテリア　2017春夏号　（宝島社）

### LIVE
- MAGNETIC MEN'S KNUCKLE×WILD PARTY　（2011年11月、MAHARAJA）
- SHRIMP〜NextStage〜 Vol.2　（2011年12月、SECO）
- MAGNETIC MEN'S KNUCKLE×WILD PARTY　（2011年12月、MAHARAJA）
- Color-i J-POP GIRLS SPRING LIVE 2012 in YOKOHAMA　（2012年3月、横浜ブリッツ）
- Color-i J-Rock SPRING LIVE 2012 in YOKOHAMA　（2012年5月、横浜ブリッツ）
- MAGNETIC WILDPARTY×LAGUST 5TH ANNIVERSARY （2012年7月、パラディー東京）
- Color-i J-POP GIRLS SUMMER LIVE （2012年7月、横浜ブリッツ）
- Color-i Pet Collection Vol.1 （2012年12月、横浜ブリッツ）
- HIROZ Festival vol.1「evoluzione」 （2014年7月5日 - 6日、大阪ナレッジシアター)
- 上村真路&芹沢ユウ SPECIAL LIVE　（2015年5月5日、LiveBar Rhapsody 7080 AKASAKA）
- B.STAT!ONS ALBUM RELEASE PREMIUM ONE MAN LIVE 「My Self」 (2017年12月5日、Club Asia）

## 受賞歴
- 第6回 MEN'S KNUCKLE×ニコニコ動画　読モオーディション 第2位　(2011年2月)
- 第9回 Magneticイケメンコンテスト グランプリ　(2011年11月)